# Арес-дель-Маестре
Арес-дель-Маестре, Арес-дел-Маестрат (ісп. Ares del Maestre (офіційна назва), валенс. Ares del Maestrat) — муніципалітет в Іспанії, у складі автономної спільноти Валенсія, у провінції Кастельйон. Населення — 206 осіб (2010).

## Географія
Муніципалітет розташований на відстані близько 300 км на схід від Мадрида, 50 км на північ від міста Кастельйон-де-ла-Плана.
На території муніципалітету розташовані такі населені пункти: (дані про населення за 2010 рік)
- Арес-дель-Маестре: 109 осіб
- Санта-Елена: 25 осіб
- Торре-Бельтран: 22 особи
- Масія-Рока-де-Абахо: 35 осіб
- Ла-Монтальбана: 15 осіб

## Демографія
Динаміка населення (INE ):

## Галерея зображень

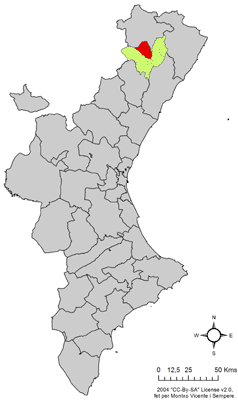
Розташування муніципалітету Арес-дель-Маестре у автономній спільноті Валенсія
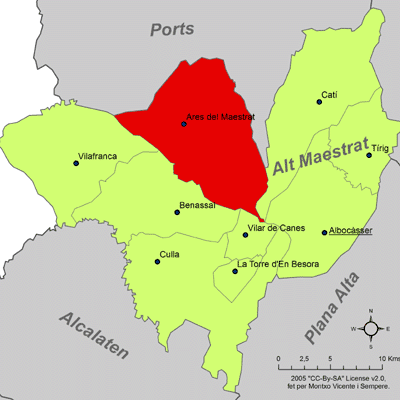
Розташування муніципалітету Арес-дель-Маестре у комарці Альто-Маестрасго